# Châu Hoàng Tuyết Loan
Châu Hoàng Tuyết Loan (sinh ngày 18 tháng 2 năm 1975) là một nữ vận động viên cử tạ Paralympic Việt Nam. Cô mắc bệnh bại liệt khi mới bốn tháng tuổi và đã phải sử dụng xe lăn từ đó. Cô bắt đầu tập tạ từ năm 2001, tại Câu lạc bộ thể hình Nha Trang và làm quản lý nhà hàng. Cô từng 2 lần tham dự  Paralympic mùa hè vào kì Đại hội ở Bắc Kinh 2008 và Luân Đôn 2012.

## Sự nghiệp thể thao
Trong sự nghiệp thi đấu kéo dài hơn hai thập kỷ, Châu Hoàng Tuyết Loan đã mang về hàng loạt huy chương danh giá cho thể thao người khuyết tật Việt Nam. Cô từng 5 lần tham dự Thế vận hội Paralympic, trong đó đáng chú ý là thành tích xếp hạng 5 tại London 2012 (hạng 52 kg nữ, mức tạ 104 kg) và hạng 6 tại Tokyo 2020 (hạng 55 kg, 103 kg). Ở đấu trường khu vực, cô đặc biệt xuất sắc tại các kỳ ASEAN Para Games: từ năm 2008 đến 2023, cô liên tiếp giành huy chương vàng hạng cân 48 kg rồi 55 kg, phá nhiều kỷ lục đại hội — đáng chú ý là mức tạ 105 kg tại Para Games 2023 ở tuổi 48. 
Ở cấp độ châu lục, cô giành huy chương bạc tại Asian Para Games 2014 (hạng 55 kg, mức tạ 102 kg) và 2022 (98 kg), cùng nhiều huy chương tại các giải vô địch châu Á – Thái Bình Dương. Ngoài ra, cô từng được vinh danh là vận động viên người khuyết tật tiêu biểu toàn quốc trong nhiều năm liên tiếp, là biểu tượng của nghị lực và sự bền bỉ trong làng thể thao người khuyết tật Việt Nam.
Bảng thống kê kết quả:
| Năm  | Sự kiện                               | Nội dung (kg nữ) | Thành tích                |
| ---- | ------------------------------------- | ---------------- | ------------------------- |
| 2008 | ASEAN Para Games 4                    | 48 kg            | HCV – 96 kg               |
| 2014 | Asian Para Games & ASEAN Para Games 7 | 55 kg            | HCB (102 kg) & HCV        |
| 2017 | ASEAN Para Games 9                    | 55 kg            | HCV – 103 kg (kỷ lục)     |
| 2022 | ASEAN Para Games 11                   | 55 kg            | HCV – 104 kg (kỷ lục)     |
| 2023 | ASEAN Para Games 12                   | 55 kg            | HCV – 105 kg (kỷ lục mới) |
| 2022 | Asian Para Games 2022                 | 55 kg            | HCB – 98 kg               |
| 2024 | Paralympic Paris 2024                 | 55 kg            | Hạng 5 chung cuộc         |